# 実質安全量
実質安全量（じっしつあんぜんりょう、VSD: virtually safe dose）は、発癌性物質を一生涯摂取し続けたとしても、危険度がある限られた率以下に留まる量である。一般の毒物は閾値以下の摂取ならば問題ないとされるが、発癌性物質についてはそのような閾値が想定されておらず、摂取した量に比例した危険性があるとされる。生涯危険率として10-5 - 10-6（同じ量を摂取した10万人 - 100万人に1人が発癌）が提案されている。